# Electrodo de disco rotatorio
Un electrodo de disco rotatorio (RDE) es un electrodo de trabajo utilizado en sistemas de tres electrodos para voltamperometría hidrodinámica. El electrodo gira durante los experimentos induciendo un flujo de analito al electrodo. Estos electrodos de trabajo se utilizan en estudios electroquímicos cuando se investigan mecanismos de reacción relacionados con la química redox, entre otros fenómenos químicos . El electrodo de disco-anillo rotatorio más complejo se puede utilizar como electrodo de disco rotatorio si el anillo se deja inactivo durante el experimento.

## Estructura
El electrodo incluye un disco conductor incrustado en un polímero o resina inerte no conductor que se puede unir a un motor eléctrico que tiene un control muy fino de la velocidad de rotación del electrodo. El disco, como cualquier electrodo de trabajo, generalmente está hecho de un metal noble o carbón vítreo, sin embargo, se puede usar cualquier material conductor.

## Función
La rotación del disco generalmente se describe en términos de velocidad angular . A medida que el disco gira, parte de la disolución descrita como capa límite hidrodinámica es arrastrada por el disco rotatorio y la fuerza centrífuga resultante arroja la disolución lejos del centro del electrodo. La disolución fluye hacia arriba, perpendicular al electrodo, desde la masa para reemplazar la capa límite. El resultado de la suma es un flujo laminar de disolución hacia y a través del electrodo. La velocidad del flujo de la solución puede controlarse mediante la velocidad angular del electrodo y modelarse matemáticamente. Este flujo puede alcanzar rápidamente condiciones en las que la corriente de estado estacionario es controlada por el flujo de la disolución en lugar de la difusión. Esto contrasta con los experimentos en reposo y sin agitación, como en la voltamperometría cíclica, donde la corriente de estado estacionario está limitada por la difusión de las especies en disolución.

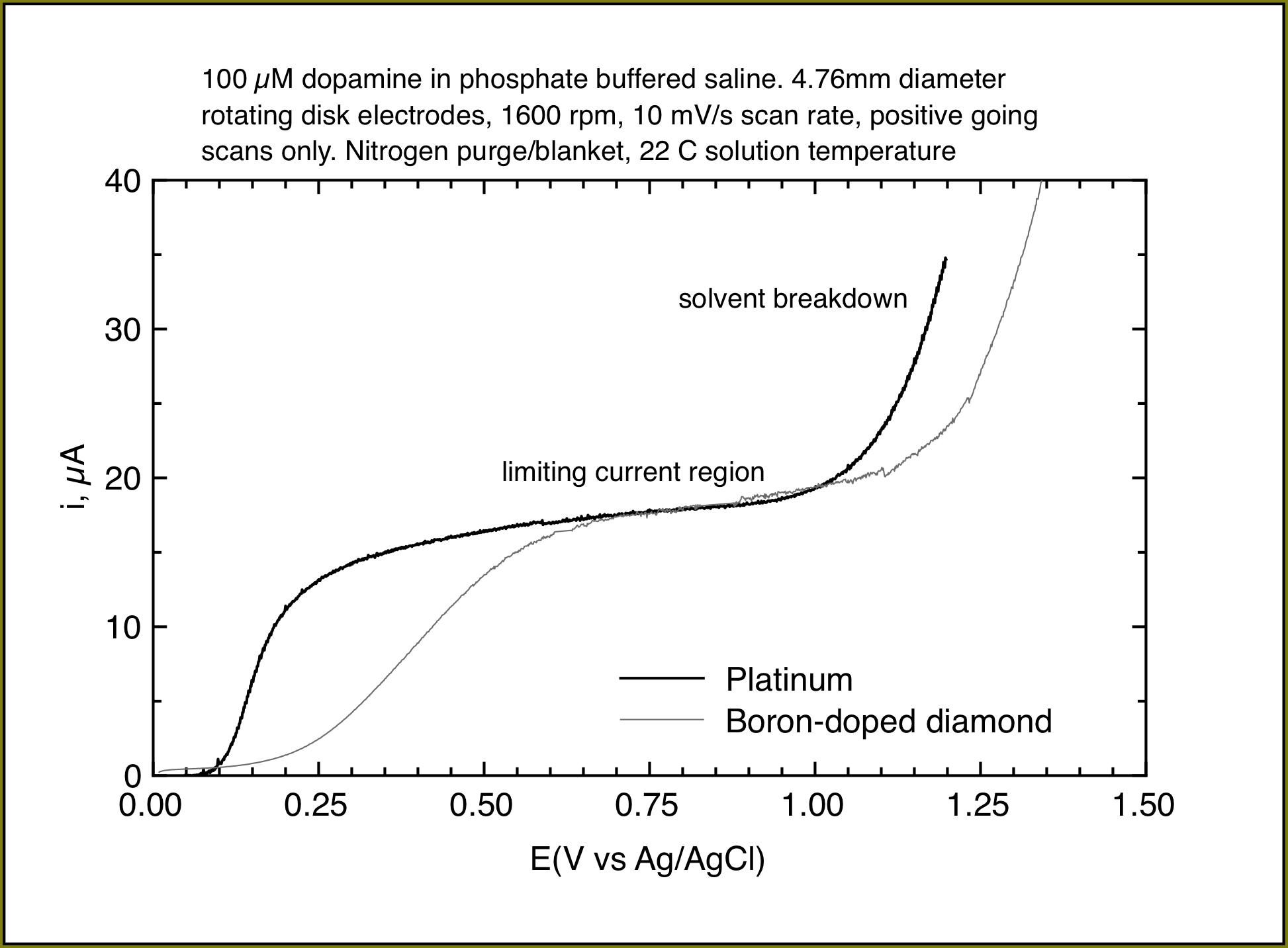
Voltamperograma de barrido lineal de dopamina 100 μM en disolución salina tamponada con fosfato. Adaptado de D. Sopchak, tesis doctoral, Case Western Reserve University, 2001, figura 4.1

Mediante la ejecución de una voltamperometría de barrido lineal y otros experimentos a varias velocidades de rotación, se pueden investigar diferentes fenómenos electroquímicos, incluida la transferencia de múltiples electrones, la cinética de una transferencia lenta de electrones, etapas de adsorción/desorción y mecanismos de reacción electroquímica .

## Diferencias en el comportamiento de los electrodos estacionarios
Las inversiones de barrido de potencial, tal como se utilizan en la voltamperometría cíclica, son diferentes para un sistema RDE, ya que los productos del barrido de potencial se alejan continuamente del electrodo. Una inversión produciría una curva iE similar, que coincidiría estrechamente con la exploración directa, excepto por la corriente de carga capacitiva. No se puede usar un RDE para observar el comportamiento de los productos de reacción del electrodo, ya que se barren continuamente del electrodo. Sin embargo, el electrodo de disco-anillo rotatorio es muy adecuado para investigar esta reactividad adicional. La corriente máxima en un voltamograma cíclico para un RDE es una región similar a una meseta, gobernada por la ecuación de Levich . La corriente límite suele ser mucho más alta que la corriente máxima de un electrodo estacionario, ya que el transporte de masa de los reactivos se estimula activamente por el disco rotatorio y no solo se rige por la difusión, como es el caso de un electrodo estacionario. Cualquier electrodo de disco puede, por supuesto, también usarse como electrodo estacionario usándolo con el rotor apagado.